# Keve András Madártani és Természetvédelmi Szakkönyvtár

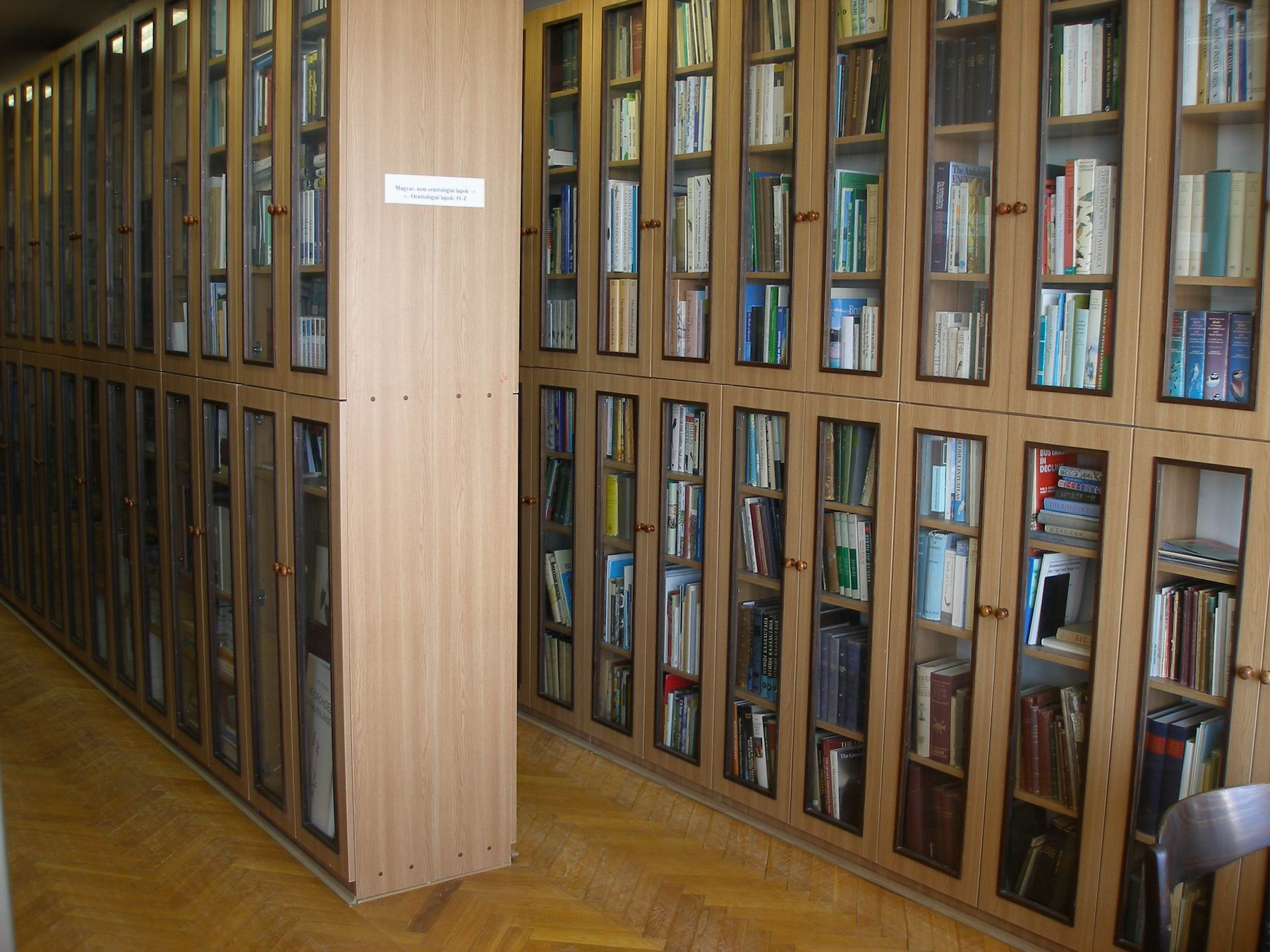
Belső tér

A Keve András Madártani és Természetvédelmi Szakkönyvtár intézményi kézikönyvtár; alapvetően a mindenkori környezetvédelmi szaktárca alatt működő Természetvédelmi Hivatal és a nemzetipark-igazgatóságok munkatársainak munkáját hivatott segíteni, de nyitott a tudományos kutatók, a Magyar Madártani és Természetvédelmi Egyesület munkatársai és a nagyközönség számára is. Több mint egy évszázada szolgálja a hazai madárvédelem és természetvédelem ügyét, 2008 óta viseli Keve András nevét, akinek kiemelkedő szerepe volt a második világháború alatt csaknem teljesen megsemmisült gyűjtemény újrafejlesztésében. Fenntartója jelenleg (2017-es állapot szerint) a Duna–Ipoly Nemzeti Park Igazgatósága.

## Fekvése
A könyvtár Budapest XII. kerületében, a Költő u. 21. alatt található, a Jókai-kert főépületében.

## Története
A mai könyvtár az 1893-ban Herman Ottó kezdeményezésére megalapított Magyar Madártani Intézet kézikönyvtárának jogutódja. Történetéhez olyan neves ornitológusok személye köthető, mint Herman Ottó, Csörgey Titusz, Schenk Jakab, Madarász Gyula, Warga Kálmán, Vertse Albert, Vasvári Miklós és Keve András, akik aktívan működtek közre – az intézet igazgatóiként vagy tudományos munkatársaiként – az állomány gyarapításában. Sajnálatos módon a korábban világszerte elismert gyűjtemény könyv- és folyóirat-állománya a második világháború budapesti bombázásai alatt nagyrészt megsemmisült. Megmaradt (vagy a későbbiekben pótolt) XVIII-XIX. századi anyagai jelentős tudománytörténeti értéket képviselnek.
A szétbombázott könyvtár 1945 utáni újrafejlesztésében a legnagyobb szerepe Keve Andrásnak, a hazai ornitológia egyik nemzetközileg is elismert egyéniségének volt, akinek a kapcsolatai segítségével, főként hazai és külföldi kutatóintézetek, egyetemek, egyesületek, valamint magánszemélyek adományaiból sikerült apránként pótolnia a hiányokat. Így az 1970-es évek elejére újból egy olyan ornitológiai szakkönyvtár jött létre, melynek anyaga a mai napig a könyvtár gerincét képezi. Az ő 1974-ben bekövetkezett nyugdíjazása után viszont a könyvtár ismét gazdátlanná vált, műszaki állapota is leromlott, az 1990-es évek elején már több helyen leomlott polcok között kellett keresgélni a szükséges dokumentumok után.
Ilyen körülmények között kapott megbízást a könyvtár rendbe tételére 1992-ben Büki József, aki addig a Magyar Madártani és Természetvédelmi Egyesület Madárgyűrűző és Vonuláskutató Központját vezette. Irányítása alatt a könyvtár újra fejlődésnek indult, 1997-től a Magyar Madártani és Természetvédelmi Egyesület könyvállománya, valamint az Ornis Hungarica és Túzok c. lapjának csereanyagként való használata is a könyvtárhoz került. Fejlesztésében és jelenlegi működésében is fontos szerepet játszik a Természetvédelmi Hivatal Madártani Intézete (később Természetmegőrzési Főosztálya) fenntartásában, a könyvtár saját kiadványának számító Aquila című évkönyv, amely világszerte elfogadott csereanyagnak minősül a külföldi folyóiratok beszerzésében. A mintegy 300, évi több millió forint értéket képviselő, folyamatosan beérkező külföldi szakfolyóirat túlnyomó többsége csereként érkezik.
A könyvtár 2008-ban vette fel „újraalapítója” nevét; ez az illő tisztelet kifejezése mellett annak is biztosítékává vált, hogy többet ne kelljen a fenntartó nevében bekövetkező módosulás miatt a könyvtár nevét is megváltoztatni (amire korábban legalább kilenc alkalommal került sor). Büki József közel két évtizedes könyvtárvezetői tevékenységét – más egyéb természetvédelmi munkássága mellett – 2011-ben a környezetvédelmi szaktárca Pro Natura díjjal ismerte el. Nyugdíjazása után a létesítmény vezetője Sipos-Bartl Boglárka lett.

## Gyűjtőköre és állománya
- Fő gyűjtőköre: természetvédelem, ornitológia
- Kiegészítő gyűjtőköre: minden zoológiai, botanikai, és földrajztudományi tárgyú kiadvány, amely a természetvédelmet érinti.

A könyvtár állománya 2011-es adatok szerint mintegy 10 000 kötetnyi könyv, 1050 (325 kurrens) külföldi folyóirat cím (kb. 18 000 kötet), 120 (61 kurrens) hazai folyóirat cím (kb. 2400 kötet), valamint 1600 kutatási jelentés. A külföldi folyóiratok között mintegy 400 olyan is található, ami az egész országban csak itt érhető el.

## Katalógusai
A könyvtár katalógusa az interneten elérhető. A magyar folyóiratok cikk címei a MATARKA adatbázisban kereshetők.

## Korábbi elnevezései
- Környezetvédelmi és Vidékfejlesztési Minisztérium Természet- és Környezetmegőrzési Szakállamtitkárság könyvtára
- Környezetvédelmi és Vidékfejlesztési Minisztérium Természetvédelmi Hivatal könyvtára
- Természetvédelmi Hivatal könyvtára
- Természetvédelmi Hivatal Madártani Intézet könyvtára
- Madártani Intézet könyvtára
- Környezetvédelmi és Vízügyi Miniszzérium Természetvédelmi Hivatal könyvtára
- Környezetvédelmi és Területfejlesztési Minisztérium Természetvédelmi Hivatal könyvtára
- Országos Környezet- és Természetvédelmi Hivatal könyvtára
- Magyar Ornithológiai Központ könyvtára

## Képgaléria

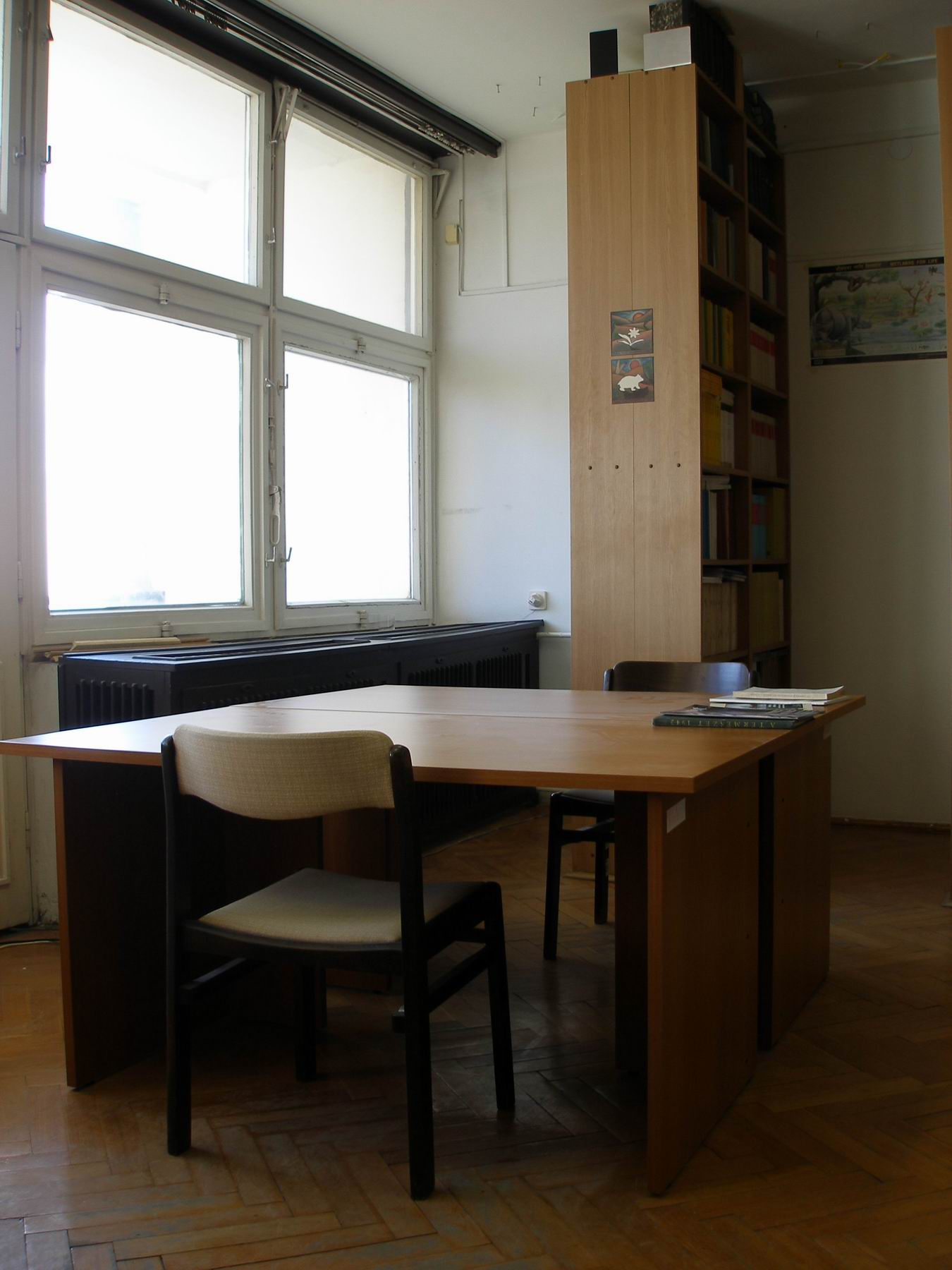
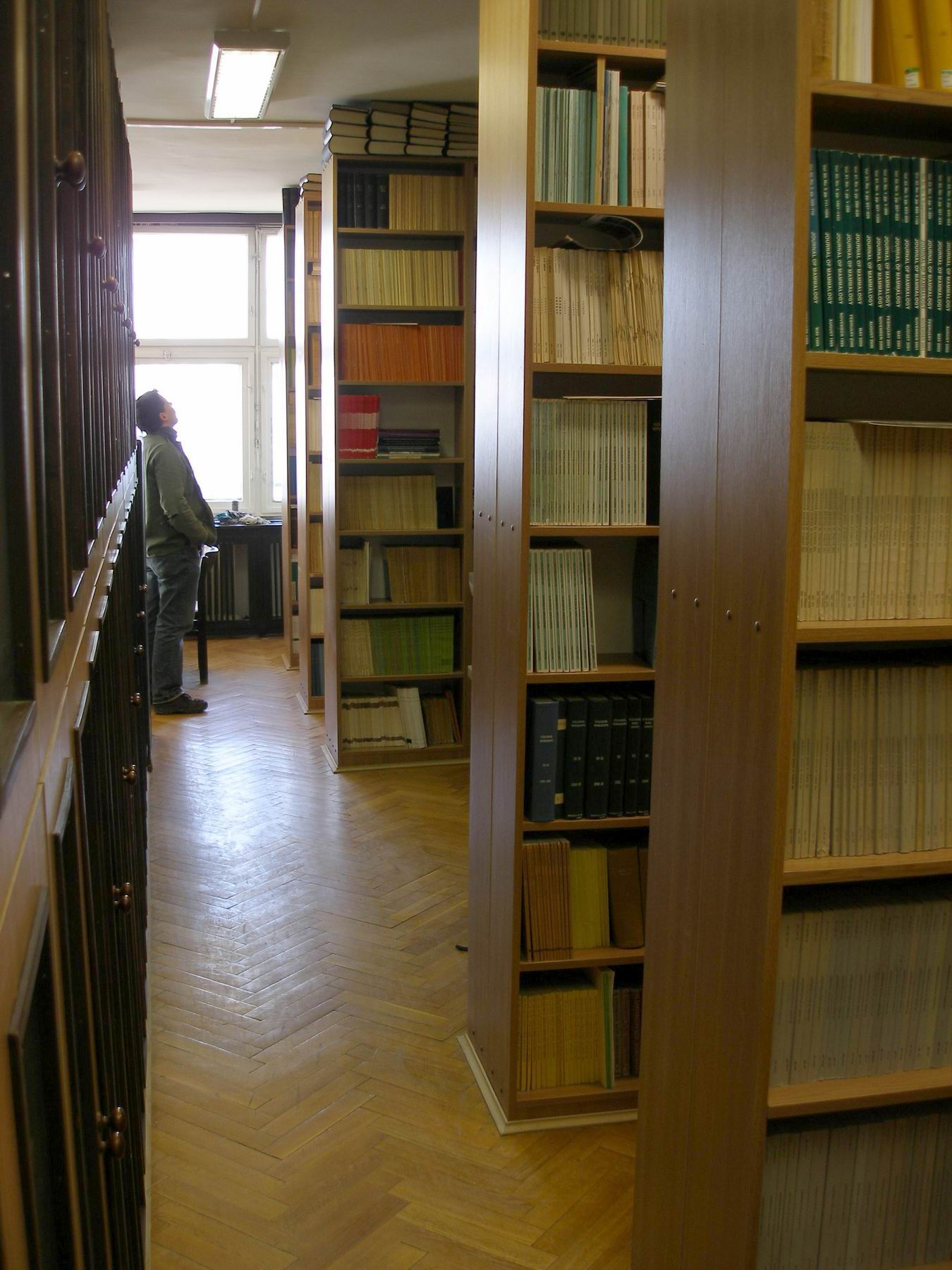
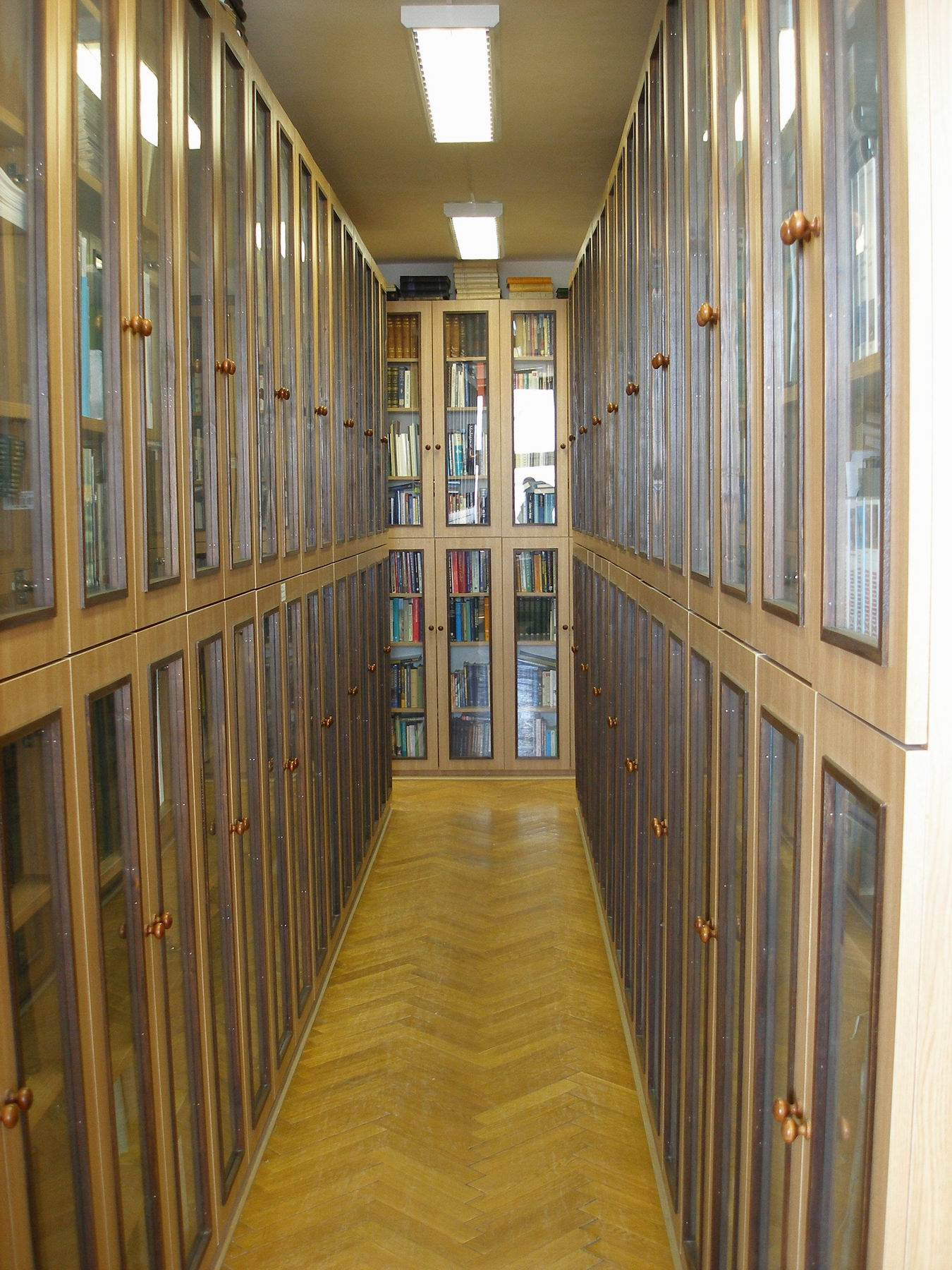
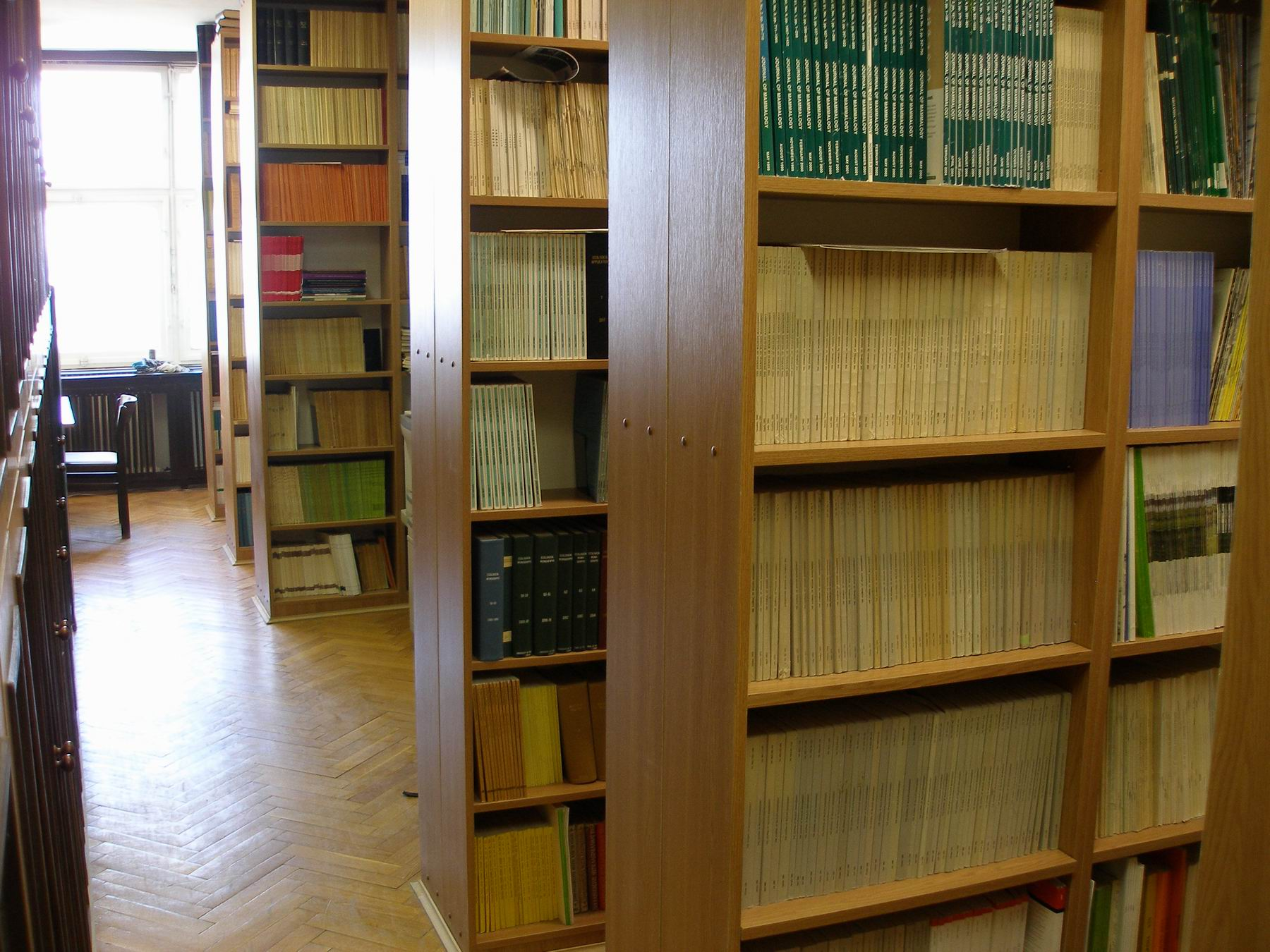